# Accipiter striatus venator
O falcão porto-riquenho de cana afiada (Accipiter striatus venator), Falcão da Serra ou gavilán pecho rufo em espanhol é uma subespécie endêmica do gavião-miúdo da América do Norte, ocorrendo apenas em Porto Rico. Foi descoberto em 1912 e descrito como uma subespécie distinta, foi incluído na lista de espécies ameaçadas do Serviço de Pesca e Vida Selvagem dos Estados Unidos, devido à sua população em Porto Rico, que está diminuindo rapidamente. Pode ser encontrado na Floresta Estadual Toro Negro.